# Tahiti
Tahiti, vroeger Otaheite genoemd, is een eiland in de Stille Zuidzee. Het behoort samen met de eilanden Moorea en Bora Bora tot Frans-Polynesië, een grote eilandengroep van 118 eilanden die gelegen is tussen Australië en Zuid-Amerika. Veel van deze eilanden hebben een vulkanische oorsprong.
Tahiti heeft een gevarieerd landschap; naast schilderachtige stranden zijn er bergen en junglegebieden. Tahiti is onder andere bekend geworden omdat de Franse schilder Paul Gauguin er een aantal jaren heeft gewoond en gewerkt.
Het eiland had in 2002 169.674 inwoners en is 1036 km² groot. De officiële talen zijn Frans en Tahitiaans.
Een traditioneel kledingstuk is de pāreu, of zoals tegenwoordig in westerse landen genoemd: een pareo.
Op Tahiti woont de grootste Chinese gemeenschap van het zuiden van de Grote Oceaan.
Tahiti is onderverdeeld in 12 gemeenten, waaronder de hoofdstad Papeete.
Van 1966 tot 1996 werden zo’n 193 kernproeven uitgevoerd op of bij Frans-Polynesië, tot 1975 bovengronds. Na een mislukte
kernproef in 1974 dreef een nucleaire wolk af naar Tahiti, waar de hele bevolking (110.000 mensen) werd blootgesteld aan gevaarlijke stralingswaarden.

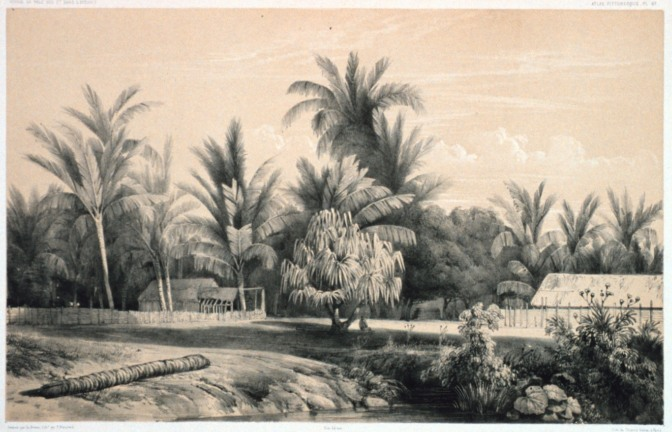
Huizen van inlanders rond 1840
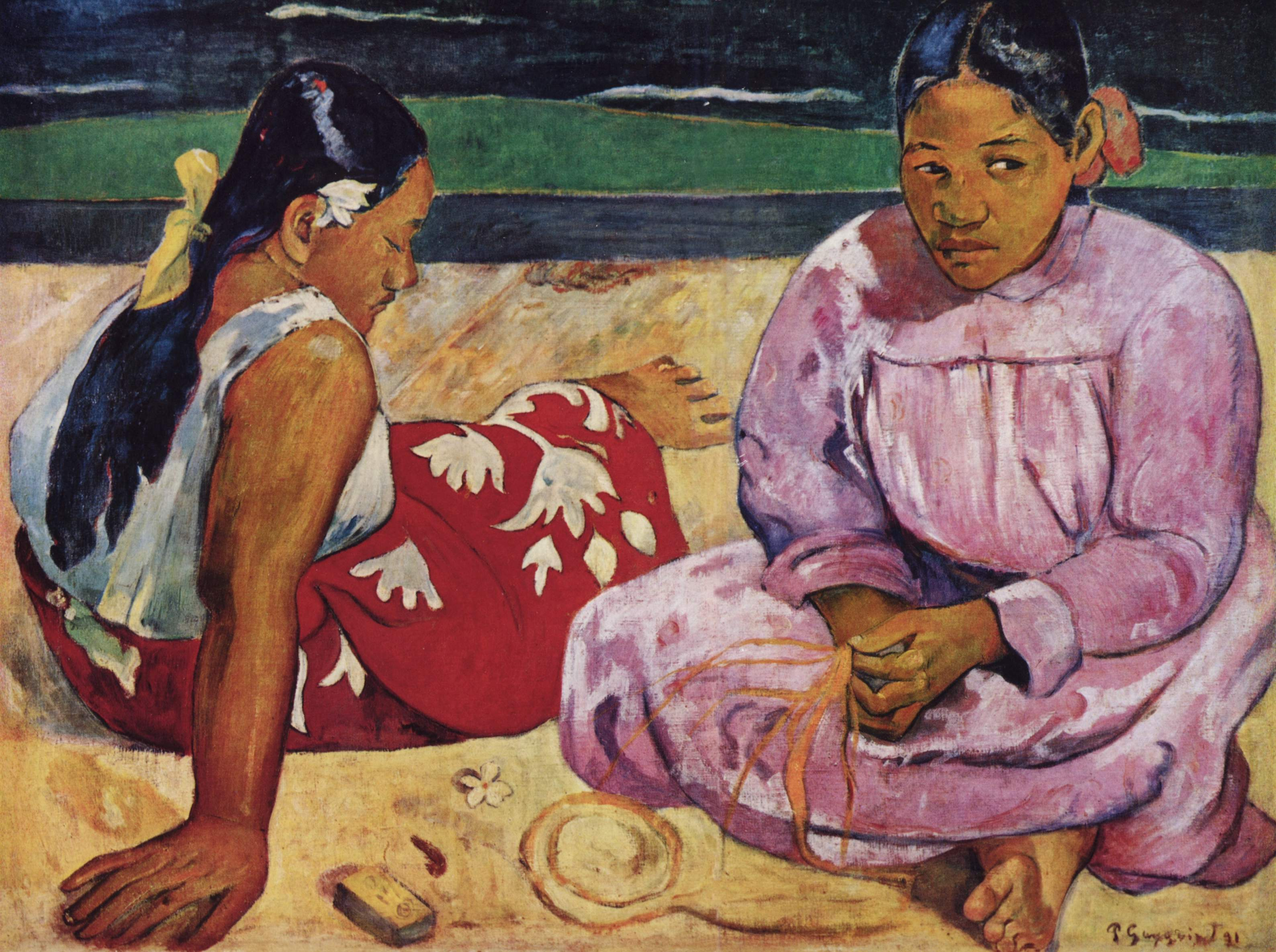
Vrouwen op het strand in Tahiti, in 1891 geschilderd door Paul Gauguin
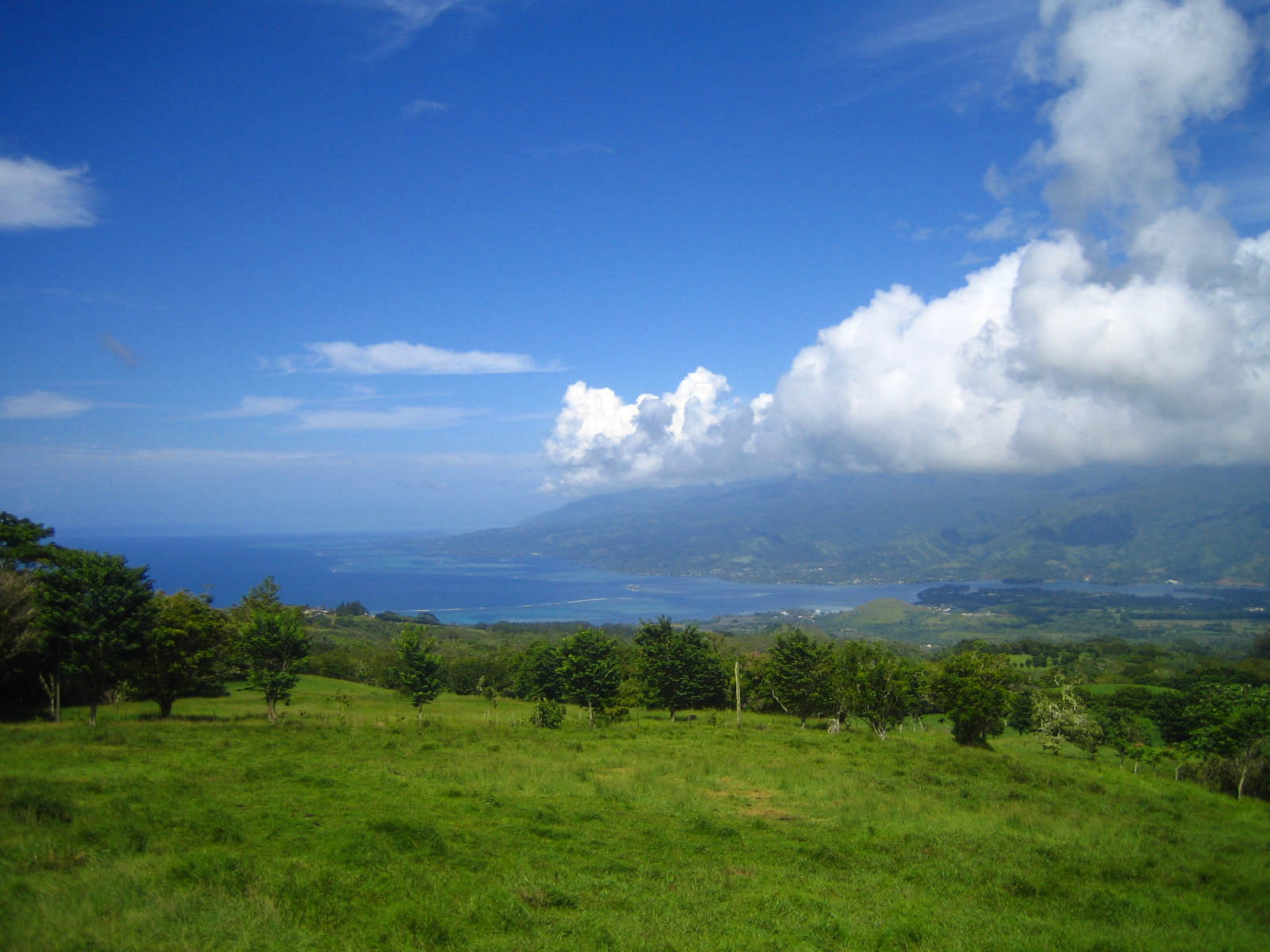
Taravao en Tahiti Nui

## Geboren op Tahiti
- Karina Lombard (1969), actrice
- Ella Koon (1979), model
- Tuki Brando (1990), model

Bovenwindse Eilanden:
Maiao ·
Mehetia ·
Moorea ·
Tahiti ·
Tetiaroa
Benedenwindse Eilanden:
Bora Bora ·
Huahine ·
Manuae ·
Maupihaa ·
Maupiti ·
Motu One ·
Raiatea ·
Tahaa ·
Tupai